# 툴체아

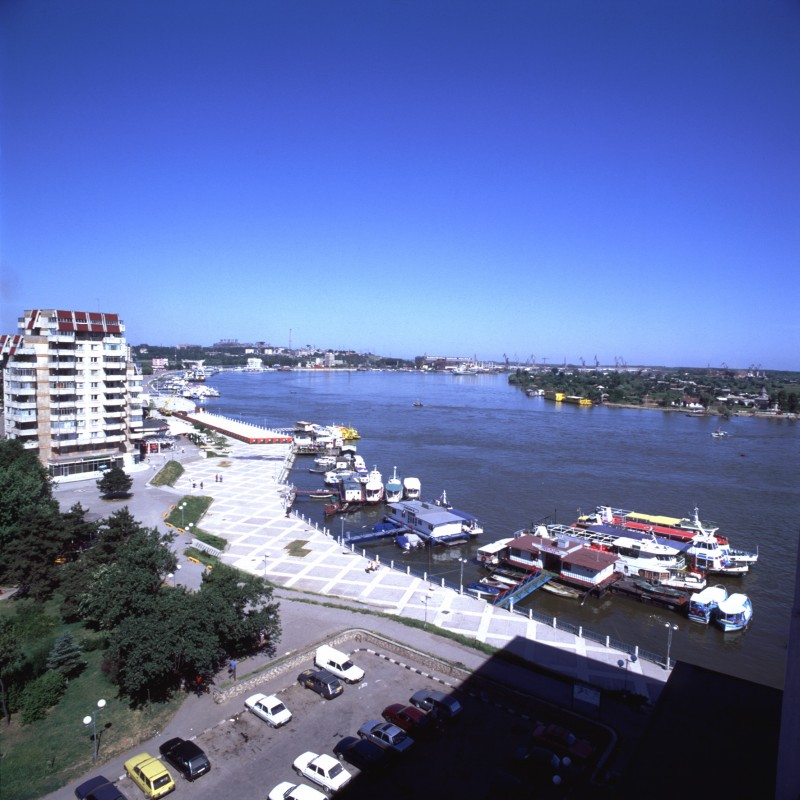

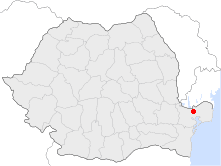
툴체아의 위치

툴체아(루마니아어: Tulcea, 불가리아어, 러시아어, 우크라이나어 Тулча, Tulcha, 튀르키예어: Hora-Tepé 또는 Tolçu)는 루마니아 도브루자 지방에 위치한 도시로, 툴체아 주의 주도이며 면적은 19km2, 인구는 92,379명(2007년 기준), 인구 밀도는 4,862명/km2이다.

## 역사
기원전 7세기 아에지수스(Aegyssus)라는 이름을 가진 도시가 건설되었으며 기원전 3세기 시칠리아의 디오도루스가 쓴 문서에도 등장한다. 기원전 15년부터 12년까지 벌어진 치열한 전투 끝에 로마 제국의 지배를 받았고 로마인들의 기술과 건축 양식이 들어서면서 도시의 모습도 새로 바뀌게 된다.
비잔틴 제국(5세기 ~ 7세기)과 불가리아 제국(681년 ~ 1000년경, 1185년 ~ 14세기), 제노바 공화국(10세기 ~ 13세기)의 지배를 받았고 1390년 이후부터 왈라키아 공국의 지배를 받았다. 1416년 오스만 제국의 침공을 받은 이래 460년 동안 오스만 제국의 지배를 받았고 1878년 베를린 회의에 의해 도브루자 지방이 루마니아에 병합되어 오늘에 이른다.
1848년경까지만 해도 조그마한 조선소 도시에 불과했지만 1860년 도시 지위를 부여받은 이래 툴체아 주의 중심 도시로 발전했다.

## 인구
| 연도              | 인구   | ±%     |
| ----------------- | ------ | ------ |
| 1912              | 21,727 | —      |
| 1930              | 20,403 | −6.1%  |
| 1948              | 21,642 | +6.1%  |
| 1956              | 24,639 | +13.8% |
| 1966              | 35,561 | +44.3% |
| 1977              | 61,729 | +73.6% |
| 1992              | 97,904 | +58.6% |
| 2002              | 92,762 | −5.3%  |
| 2011              | 73,707 | −20.5% |
| 출처: Census data |        |        |

## 자매 도시
- 덴마크 올보르
- 이탈리아 로비고
- 불가리아 슈멘
- 그리스 일리오
- 아일랜드 비숍타운
- 러시아 푸시킨